# 나주공공도서관
전라남도교육청나주도서관은 전라남도 나주시 소재의 도서관이다.

## 연혁
- 1973년 3월 1일 나주군 공공도서관 설립(군조례 제334호)
- 1991년 3월 26일 나주공공도서관으로 개명(시조례 제653호)
- 1993년 4월 17일 전라남도교육청 직속기관으로 개편(도조례 제2220호)
- 1993년 7월 30일 현 신축도서관 이설 착공(현:나주시 남문로 69(금성동))
- 1994년 8월 20일 신축도서관 준공
- 1994년 10월 24일 신축도서관 개관
- 1995년 4월 18일 문화학교 개교(문화관광부 지정)
- 1997년 9월 23일 이동도서관 운영
- 1999년 4눨 1일 지역대표도서관 지정(국립중앙도서관)
- 2000년 6월 29일 마한역사관련 특화 도서관 지정(문화관광부)
- 2002년 4월 20일 어린이 자료실 이전
- 2002년 8월 29일 디지털 자료실 개실
- 2007년 3월 30일 평생교육원 증축
- 2009년 7월 23일 다문화자료실 개실